# Josephine Peary

Josephine Peary (1863–1955)

Josephine Cecilia Diebitsch Peary (* 22. Mai 1863 in Forestville in Maryland; † 19. Dezember 1955 in Portland in Maine) war eine US-amerikanische Polarforscherin und Schriftstellerin. Sie gilt als die erste weiße Frau, die in der Arktis überwintert hat. 1893 erschien ihr Buch My Arctic Journal – a Year among Ice-Fields and Eskimos. Sie war die Ehefrau von Robert E. Peary, den sie bei seinen Versuchen, den Nordpol zu erreichen, aktiv unterstützte. 1955 ehrte die National Geographic Society sie mit der Medal of Achievement für ihre Verdienste um die Arktis. Isabel Coixet drehte 2014 über Josephine Peary den Spielfilm Nobody Wants the Night mit Juliette Binoche in der Hauptrolle.

## Leben
Josephine Peary wurde am 22. Mai 1863 als Tochter deutscher Einwanderer in den USA geboren. Ihr Vater arbeitete an der Smithsonian Institution in Washington. Mit 19 verliebte sie sich bei einem Tanzkurs in Robert E. Peary, den Mann, der wie besessen war von der Idee, als erster zum Nordpol zu gelangen. Sie wurden ein Paar. Er sagte von ihr: „Dass sie mich liebt, weiß ich; dass sie mich glücklich machen kann, denke ich; dass sie mich weniger als jede andere Frau, die ich getroffen habe, behindern wird – dessen bin ich mir sicher.“ Damit hatte er recht. Josephine begriff schnell, dass sie diesen Mann nicht dazu bringen würde, ein ganz normales Familienleben zu leben. Sie beschloss, ihn zu begleiten.

### Expeditionen in die Arktis
1891 schloss Josephine Peary sich dem Expeditionsteam von Robert E. Peary an und überwinterte zusammen mit den Männern in der Arktis. 1893, während Pearys zweiter Grönland-Expedition, brachte sie in der Expeditionshütte ihre Tochter Marie Ahnighito (1893–1978) zur Welt. Die Inuit konnten das Wunder kaum fassen: Das Kind war so weiß, dass sie es das Schneebaby nannten. Im Winter darauf schickte Peary Frau und Kind nach Hause. Josephine war tief verletzt, dass er sie nicht mehr dabei haben wollte. Aber es blieb dabei: Er im Eis, sie daheim. 
Im Jahr 1900 ertrug sie die Situation nicht mehr und machte sich auf eigene Faust auf den Weg nach Grönland, um Robert E. Peary zu suchen. Die Reise wurde für sie zum Desaster, denn Peary hatte in der Zwischenzeit mit Aleqasina, einer Inuit-Frau, die er sich mit deren Mann Piuaiittuq Ulloriaq teilte, eine zweite Familie gegründet. Josephine Peary traf diese Frau, die ihr mit unschuldigem Stolz ein Baby entgegenstreckte. Sein Baby. Josephine war wütend. Sie schrieb ihm einen 26 Seiten langen Brief: „Zu denken, dass sie in Deinen Armen lag, Deine Zärtlichkeiten empfangen hat, Deine Liebesschreie gehört hat – schon bei dem Gedanken möchte ich sterben ... Du hast mir drei Jahre der besten Lust geschenkt, die eine Frau haben kann; danach spürte ich Vergnügen und Schmerz zu gleichen Teilen – bis jetzt, wo alles nur Schmerz ist außer der Erinnerung an das, was war.“ Sie wollte den Brief auf Grönland hinterlassen und nach Hause zurückreisen, ohne auf Peary zu warten. Aber der arktische Winter machte ihr einen Strich durch die Rechnung. Das Schiff, auf dem sie reiste, saß im Eis fest. Als Peary im folgenden Frühling in die Gegend kam, erzählten ihm die Inuit, das „Mitty Peary“ an Bord war, und gaben ihm den Brief. Er las und terminierte seinen Besuch an Bord auf seinen eigenen Geburtstag, um ihr den Wind ein wenig aus den Segeln zu nehmen. Was ihm gelang.

### Ehefrau des Pol-Entdeckers
In den Jahren darauf fand sich Josephine in eine neue Rolle: Dass sie immer die Nummer zwei sein würde in Pearys Leben. Nummer eins war die Arktis. Das Streben nach dem Pol. Nichts konnte ihn bremsen. Dennoch unterstützte sie ihn nach Kräften bei seinen Versuchen, den Pol zu erreichen. Wenn er physisch und psychisch am Boden war, tat sie alles, um ihn zu pflegen und neu zu motivieren. Am 5. September 1909 hielt Josephine endlich ein Telegramm in den Händen. „I Have the D.O.P. (Damned Old Pole). Am Well. Will wire again from Chateau. Bert.“ Was dann kam, ist Geschichte: Der Streit, ob nun Peary oder sein einstiger Reisegefährte Frederick Cook der erste Mann am Nordpol war, währte Jahre. Peary musste zu Hause bleiben, um dies auszufechten. Josephine hatte, was sie sich immer gewünscht hatte: Ihren Mann an ihrer Seite. Sie hat nie Zweifel geäußert, sondern bis zu ihrem Tod 1955 dafür gekämpft, dass Robert E. Peary als Entdecker des Nordpols anerkannt würde. Sie starb am 19. Dezember 1955.

## Leistungen

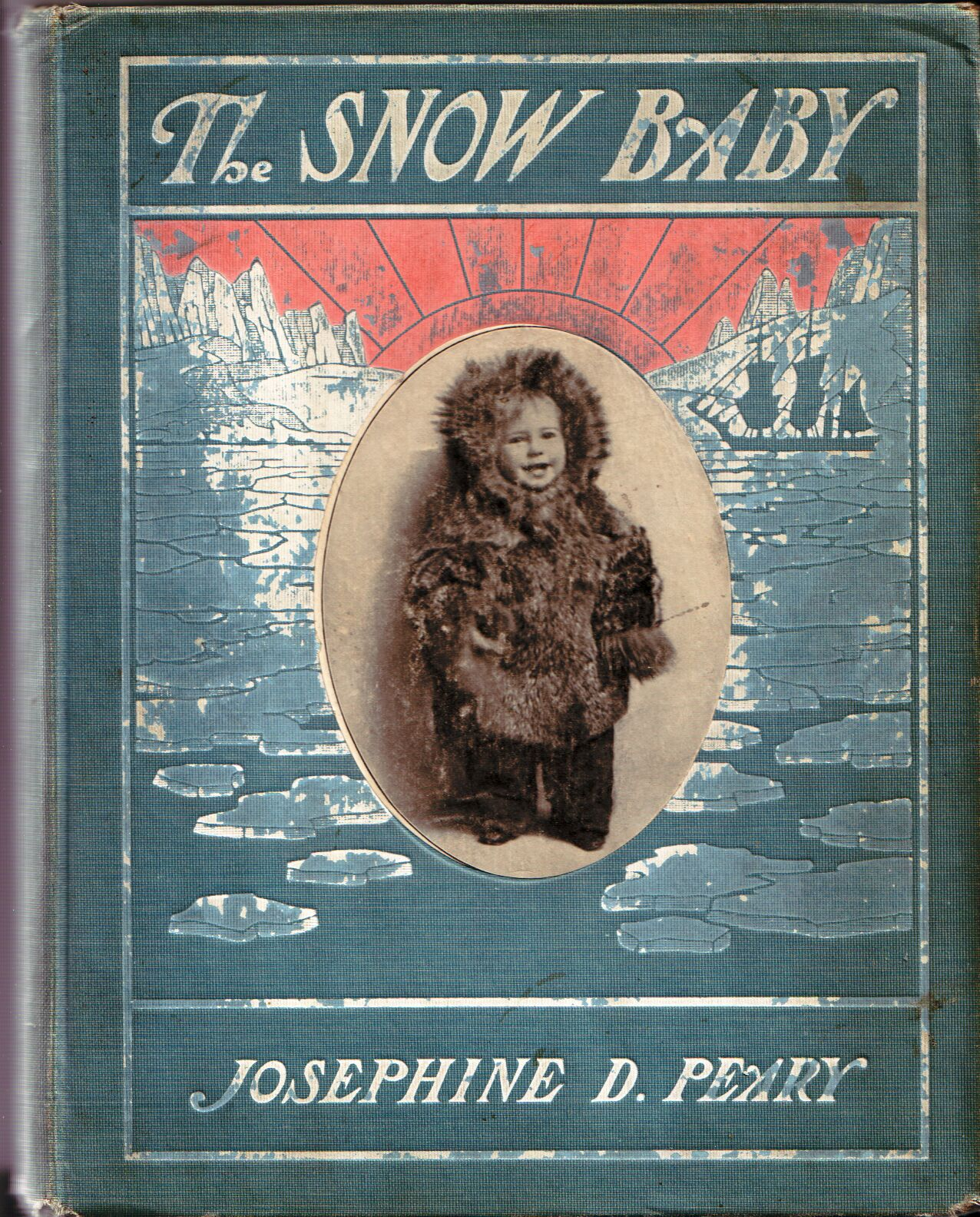
The Snow Baby, Einband (1901)

Josephines Tagebuch My Arctic Journal, 1893 veröffentlicht, zeigt ihren sehr eigenständigen Blick auf die Arktis. Bei der Expedition war sie durch ihre Frauen-Rolle aufs Haus – eine primitive, in den Schnee gezimmerte Hütte – orientiert. Sie lebte im engen Kontakt mit den Inuit-Frauen. Gemeinsam stellten sie Kleider aus Robben- und Polarfuchsfell her, um die Männer auszurüsten. Das eröffnete ihr eine Perspektive, die in den Expeditionsberichten der Männer nicht vorkommt. 
1901 erschien ihr Kinderbuch The Snow Baby. Es erzählt die Geschichte ihrer Tochter Marie Ahnighito, die in der Polarnacht zur Welt kam. 1903 erschien die Fortsetzung Children of the Arctic. Auch hier ist Marie Ahnighito die Hauptperson, die mit den Inuit-Kindern im Eis überwintert. Beide Bücher sind mit Fotos reich illustriert.
Mit diplomatischem Geschick trug Josephine Peary maßgeblich dazu bei, Förderer zu gewinnen, die Robert E. Pearys Expeditionen finanzieren. Während er im Eis unterwegs ist, hielt sie Vorträge, gab Interviews und pflegte den Kontakt zu Sponsoren. 1909 gelang es ihr, den großen Meteoriten, den Peary am Kap York verladen hatte, an das American Museum of Natural History zu verkaufen. Der Meteorit ist bis heute eine Attraktion des Museums.

## Verfilmung
Die spanische Regisseurin Isabel Coixet nahm die Geschichte von Josephine Peary zum Ausgangspunkt ihres Films Nobody Wants the Night, der im Februar 2015 auf der Berlinale Weltpremiere hatte. In den Hauptrollen sind Juliette Binoche und Rinko Kikuchi zu sehen. Der Film erzählt von Josephine Pearys Reise nach Grönland, wo sie ihren Mann treffen will und einen Winter zusammen mit der Inuit-Frau Allaka verbringt.

## Werke
- My Arctic Journal – A Year among Ice-Fields and Eskimos. New York 1893. Neuausgabe mit einem Vorwort von Robert M. Bryce: Cooper Square Press, New York 2002, ISBN 0-8154-1198-7.
- The Snow Baby: A True Story With True Pictures. Frederick A. Stokes Company, New York 1901 (deutsche Übersetzung von Franziska Boas: Das Schneekind: eine erlebte Geschichte mit Bildern nach dem Leben. Schaffstein, Köln 1901). Neuausgabe Kessinger Publishing, ISBN 978-1-161-74888-8.
- Children of the Arctic. Frederick A. Stokes Company, New York 1903. Neuausgabe: Kessinger Publishing, ISBN 978-0-548-83751-1.